# Outsider (album de Roger Taylor)
Pour les articles homonymes, voir Outsider (homonymie).
Albums de Roger Taylor
Fun on Earth
(2013)
Outsider est le sixième album solo de Roger Taylor, batteur de Queen. Il est sorti le 1er octobre 2021 et est produit par Roger Taylor et Joshua J Macrae. L'illustration de couverture est l'œuvre de Tigerlily Taylor, la fille de Roger Taylor. L'album a pour particularité d'être distribué, outre dans les formats numériques habituels — CD, téléchargement et streaming —, sur disque microsillon et musicassette.
La sortie de l'album est précédée de près de deux ans et demi par celle du premier single, Gangsters Are Running This World, paru le 8 avril 2019. La finalisation de l'album est en effet retardée par la pandémie de Covid-19 qui débute à la fin de cette année.

## Contenu
Tous les titres ont été écrits et composés par Roger Taylor sauf The Clapping Song, écrit par Kay Werner, Lincoln Chase et Sue Werner, et Foreign Sand, écrit par Roger Taylor et Yoshiki.
Certains titres de l'album sont de nouveaux enregistrements de compositions plus anciennes de Taylor : Absolutely Anything est une nouvelle version du thème musical écrit pour le film homonyme de 2015, tandis que Foreign Sand est un remix d'un single paru en 1994 et présent sur l'album Happiness? de la même année. Journey's End est d'abord publié en single et présent sous la forme d'un « 2021 mix » sur l'album. Le single de 2019 Gangsters Are Running This World, écrit à propos des présidents russe Vladimir Poutine et brésilien Jair Bolsonaro figure en deux versions sur l'album, la « Purple Version » se voulant plus agressive.

### Liste des titres
1. Tides
2. I Know, I Know, I Know
3. More Kicks
4. Absolutely Anything
5. Gangsters Are Running This World
6. We’re All Just Trying To Get By – Featuring KT Tunstall
7. Gangsters Are Running This World – Purple Version
8. Isolation
9. The Clapping Song
10. Outsider
11. Foreign Sand – English Mix
12. Journey’s End

### Singles
- Gangsters Are Running This World, sorti le 8 avril 2019 ;
- Isolation, sorti le 22 juin 2020 ;
- We're All Just Trying to Get By, sorti le 27 août 2021.

## Formats
- 33 tours 180 g noir, 33 tours 180 g bleu transparent , 33 tours Picture disc
- musicassette bleu transparent ;
- disque compact ;
- téléchargement ;
- streaming.

## Réception critique
À sa sortie, Outsider fait l'objet de critiques globalement positives. Classic Rock Magazine, dans son édition d'octobre 2021 p. 74 sous la plume du critique John Aizlewood dit de l'album qu'il s'agit « du premier [que Taylor] réussit réellement » et lui accorde quatre étoiles sur cinq. Mojo, Clash et Uncut se montrent moins enthousiastes, avec des critiques que l'agrégateur Metacritic estime chacune à 60 % pour un score total de 64 %. Le chroniqueur de Clash estime qu'il s'agit néanmoins d'un « enregistrement qui plaira aux fans, de la part de la légende de Queen ».